# Белкин, Алексей Владимирович
Алексе́й Влади́мирович Бе́лкин (род. 25 ноября 1981) — российский и казахстанский футболист, вратарь.

## Карьера
Воспитанник футбольной школы московского «Торпедо», тренер — Петухов Андрей Владимирович. В 1998—2000 годах выступал за дубль автозаводцев во втором дивизионе, но за основную команду так и не сыграл.
После ухода из «Торпедо» выступал во втором дивизионе за вологодское «Динамо» и «Рыбинск». В 2003 году перешёл в «Томь», где большую часть времени был запасным вратарём, тем не менее сыграл 14 матчей в сезоне-2004, когда команда завоевала право на выход в премьер-лигу. В дальнейшем играл в первом дивизионе за «Орёл» и во втором — за новороссийский «Черноморец», «Луховицы», снова за вологодское «Динамо» и за тверскую «Волгу».
В 2010 году перешёл в казахстанский «Локомотив» из Астаны, позже переименованный в ФК «Астана». Вначале был дублёром Романа Геруса, но после того как Роман получил травму, Алексей стал основным вратарём. Дебютный матч в высшей лиге Казахстана сыграл 11 сентября 2010 года против «Актобе». Стал обладателем Кубка Казахстана 2010 года, в том числе играл в финальном матче против карагандинского «Шахтёра». Во всей кубковой кампании 2010 года сыграл 4 матча и не пропустил в них ни одного гола. Затем ещё два сезона выступал за «Астану», но основным вратарём не был. Всего в чемпионатах Казахстана сыграл 14 матчей.
В 2014 году был на просмотре в «Жетысу», но не подошёл команде. В 2015 году играл в чемпионате Вологды за «Феникс», позднее завершил спортивную карьеру. По состоянию на 2017 год работает тренером вратарей в любительском клубе «СДЮСШОР-Вологда».

## Достижения
- Обладатель Кубка Казахстана (2): 2010, 2012
- Обладатель Суперкубка Казахстана: 2011
- Серебряный призёр Первого дивизиона России: 2004
- Бронзовый призёр Первого дивизиона России: 2003
- Серебряный призёр зоны «Запад» Второго дивизиона России: 2000
- Бронзовый призёр Второго дивизиона России (2): 2006 (зона «Юг»), 2007 (зона «Центр»)